# Zenotemis
Zenotemis (en llatí Zenothemis, en grec antic Ζηνόθεμις) fou un poeta grec.
Va escriure un poema titulat Περίπλους (Periple) en el qual relata diverses històries de meravelles. El mencionen Joan Tzetzes, Claudi Elià, Apol·loni Rodi, Plini el Vell i Vossius.